# Канизий, Пётр
Пётр Канизий (лат. Petrus Canisius, нидерл. Pieter Kanijs; фамилия от лат. canis «собака» в соответствии с изначально голландской фамилией De Hondt с тем же значением; 8 мая 1521, Неймеген, Гелдерланд — 21 декабря 1597[…], Фрибур) — нидерландский религиозный деятель, член ордена иезуитов, канонизированный Католической церковью в 1925 году. Причислен к числу Учителей Церкви. Дядя Генриха Канизия.

## Биография

### Юность
Его отцом был влиятельный юрист Якоб Канис, который не только служил при дворе лотарингского герцога Рене II, но и неоднократно избирался бургомистром Неймегена. Начальное образование Канизий получил в школе при церкви святого мученика Стефана. Несколько лет он посещал школу братьев общей жизни («Fratres Vitae Communis»), где велось духовное образование и воспитание детей в соответствии с идеалами католической веры. В 1535 г. отец отправляет Петра в Кёльн продолжать обучение в университете. 18 января 1536 г. в матрикул университета была внесена запись: «Petrus Kanes de Novimagio ad artes».
Во время обучения в Кёльне Канизий жил в доме теолога Андреаса Херля. Особое влияние на Канизия оказал часто бывавший в доме католический пресвитер Николаус ван Эссе. Под влиянием частых бесед с ван Эссе, которому Канизий отводил главную роль в деле своего духовного становления, он всё чаще стал задумываться о том, чтобы избрать для себя монашеский путь или стать священником. Отец хотел видеть Канизия преуспевающим светским или церковным юристом: в Неймегене он вёл переговоры о предоставлении ему бенефиция. Несмотря на это Канизий не стал поступать в монастырь Кёльна, а решил завершить образование и получить степень доктора теологии. В мае 1540 г. он стал магистром искусств и вскоре приступил к занятиям на теологическом факультете.
В 1542 г. Канизий познакомился с испанским иезуитом, Альфонсо Альваресом, который прибыл в Кёльн для обучения в университете. Альварес сообщил Канизию об основании Игнатием Лойолой Общества Иисуса и утверждении ордена в 1540 г. папой Павлом III, а также познакомил с основными принципами иезуитов. Узнав, что один из основателей ордена, Пьер Фавр, путешествует по Германии, Канизий решил послушать его проповедь и познакомиться с ним. Весной 1543 г. он отправился в Майнц, где Фавр в то время читал в университете лекции. Из письма Канизия известно, что он был радушно принят Фавром, поселился рядом с ним в доме местного пресвитера и регулярно встречался для духовных бесед .
8 мая 1543 г. Канизий был принят Фавром в число послушников ордена и принёс простые обеты: добровольной бедности и послушания руководству ордена в целом и в частности Фавру как своему духовному наставнику; обет целомудрия уже был принесён им ранее. Вскоре Канизий вернулся в Кёльн и продолжил занятия теологией. Одновременно он искал среди студентов и преподавателей университета тех, кому были близки духовные принципы иезуитов, намереваясь по поручению Фавра создать в Кёльне постоянную иезуитскую общину. После смерти отца в 1543 г. Канизий решил использовать унаследованное им состояние для того, чтобы арендовать в Кёльне отдельный дом. В 1544 г. Фавр приехал в Кёльн с двумя учениками, до своего отъезда в июле того же года он жил в организованном Канизием общинном доме, который стал важным центром религиозной жизни города.
Препятствием для деятельности иезуитов в Кёльне было негативное отношение к новому ордену со стороны Кёльнского архиепископа Германа фон Вида, который к началу 1540-х гг. стал сторонником Реформации. Столкновение с архиепископом принесло Канизию известность среди противников Реформации. Постепенно о нём, как о защитнике католицизма, стали узнавать церковные и светские власти за пределами Кёльна. По поручению местного духовенства он в 1545 году ездил на заседание рейхстага в Вормсе, где вручил Карлу V петицию с просьбой защитить католическую веру в Кёльне от посягательств фон Вида.
В октябре 1545 г. Канизий стал бакалавром теологии. По поручению кардинала Отто фон Вальдбурга он в начале 1547 г. прибыл в Тренто для участия в заседаниях Тридентского Собора в качестве представителя кардинала. Там он принимал участие не в основных заседаниях Собора (congregatio generalis), а в собраниях так называемых малых теологов (congregatio theologorum minorum), в ходе которых обсуждались различные спорные богословские вопросы. Впоследствии решения таких собраний предлагались участвовавшим в основных заседаниях делегатам в качестве справочного и вспомогательного материала при разработке постановлений Собора. Канизий выступал на двух заседаниях, где рассматривались затруднения, связанные с практикой совершения Таинств Покаяния, Священства и Брака. 11 июня 1547 г. в заседаниях Тридентского Собора был объявлен перерыв на неопределённый срок. Канизий рассчитывал вернуться в Германию, однако Лойола, пожелавший лично познакомиться с ним, вызвал его в Рим.

### Деятельность на Сицилии и в Баварии
В начале 1548 г. правитель Сицилии, Хуан де Вега, обратился к Лойоле с предложением основать иезуитскую коллегию в Мессине. С этой целью на Сицилию была направлена группа иезуитов, в том числе и Канизий. Перед отъездом Канизий дал особый письменный обет абсолютного послушания главе Общества Иисуса.

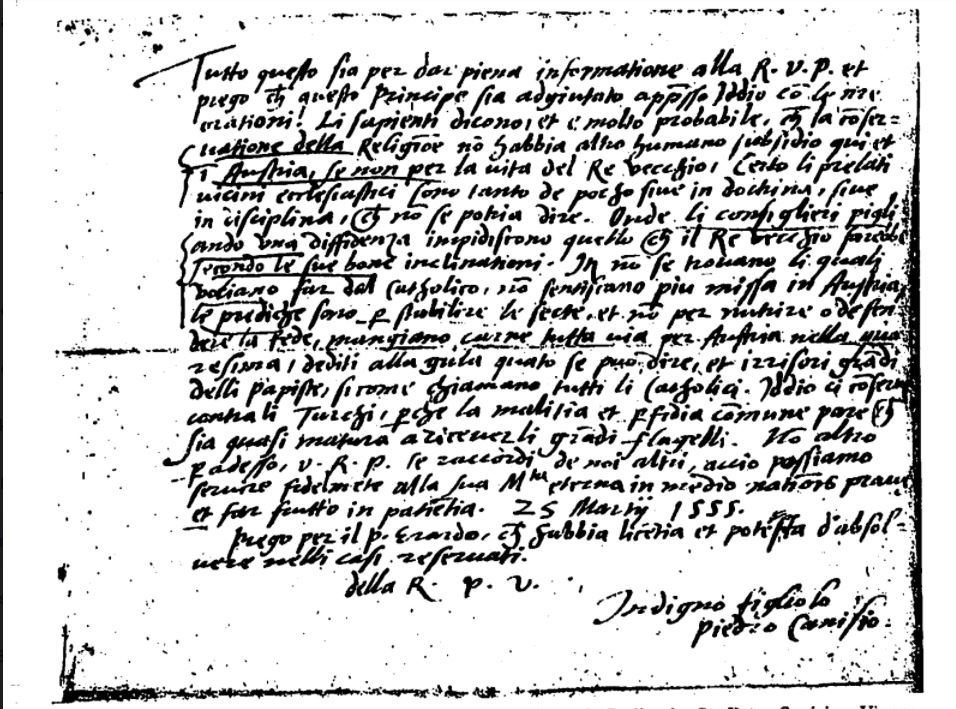
Письмо Петра Канизия отправленное из Мессины Лойоле 25 марта 1555 г.

В апреле 1548 г. иезуиты прибыли в Мессину и приступили к организации обучения: подобрали здание, закупили книги и собрали способных юношей. Согласно замыслу иезуитов, студенты коллегии после её окончания должны были владеть латинским и греческим языками и свободно читать древних авторов. Таким образом, в коллегии давался полный курс классического образования. Канизий преподавал риторику, а также выполнял обязанности инспектора и духовника. Он начал изучать итальянский язык и к концу года уже мог по воскресеньям произносить публичные проповеди.
В конце 1548 г. герцог Баварии Вильгельм IV обратился к Лойоле с просьбой прислать образованных иезуитов для реорганизации университета в Ингольштадте, из которого герцог хотел сделать форпост католической учёности. В числе направленных в Баварию был и Канизий. 13 ноября 1549 г. иезуиты прибыли в Ингольштадт. Состояние образования в герцогстве было весьма плачевным, и теологический факультет в университете находился в упадке: на лекции иезуитам удавалось собрать лишь около 15 студентов, большинство из них не имели хорошего начального образования (некоторые даже не умели читать) и были не в состоянии понимать сложные библейские толкования или схоластические рассуждения преподавателей.
Осознавая, что без организации на достойном уровне начального классического образования преподавание теологии в университете обречено на неудачу, иезуиты ходатайствовали перед герцогом Вильгельмом IV об открытии в Ингольштадте иезуитской коллегии. Это ходатайство поддержал и Лойола из Рима. Хотя герцог дал обещание открыть коллегию, с его выполнением он не спешил: он не вполне доверял иезуитам и опасался интриг с их стороны, к тому же не желал тратить большие средства на организацию коллегии. Его сын и преемник герцог Альбрехт V отложил открытие коллегии на неопределённый срок. В этих условиях иезуиты, продолжая читать лекции в университете, начали вести особые подготовительные занятия со студентами, в ходе которых стремились обучить их древним языкам и дать базовые знания в области аристотелевской философии: логики и этики.
В письмах другу Канизий отмечал, что, хотя формально Ингольштадт оставался католическим, его жители перестали соблюдать посты, редко посещали храмы и неохотно приступали к Покаянию и Евхаристии. В городе была широко распространена протестантская литература: труды Мартина Лютера и других реформатов. Попытки Канизия убедить горожан уничтожить эти книги с ссылкой на папскую буллу «In Сoena Domini», в которой под угрозой отлучения запрещалось чтение «еретических» книг, не имели никакого успеха и лишь вызывали у жителей неприязнь к нему и другим иезуитам.
Канизий пользовался уважением коллег по университету, причём даже тех, кто были тайными приверженцами протестантизма. Несколько раз его избирали деканом теологического факультета. В 1550 г. он был выбран на полугодовой срок ректором университета. Следуя рекомендации Лойолы, на посту ректора Канизий ограничивался лишь общими усилиями, направленными на побуждение студентов вести более строгую христианскую жизнь и на ограничение протестантского влияния в университете.

### Деятельность в Австрии
В начале 1552 г. по приказу Лойолы Канизий вместе с другими иезуитами покинул Ингольштадт. Это было связано с личной просьбой эрцгерцога Австрии, Фердинанда I, о необходимости возродить в подвластных ему землях католическое образование и духовность. Фердинанд вместе с тем не мог не учитывать того, что многие влиятельные жители его территорий и ряд правителей сопредельных княжеств, в финансовой и военной поддержке которых он нуждался, являлись убеждёнными протестантами, поэтому его политика по отношению к протестантизму была весьма умеренной и терпимой. Результатом такой индифферентности стал глубокий кризис католицизма в Австрии: многие католические священники перешли в протестантизм и покинули свои приходы, новые священники не рукополагались из-за отсутствия желавших нести служение, большинство бедных сельских приходов оказались без священников.
Канизий и другие иезуиты с 1552 г. регулярно совершали пастырские поездки по Австрии, посещали отдалённые сельские приходы, читали там проповеди, пытались бороться с распространёнными суевериями и ересями, совершали мессы, посещали больных. Деятельность Канизия в Вене способствовала благосклонному отношению к нему Фердинанда I: с мая 1553 г. он исполнял обязанности придворного проповедника. После смерти в 1553 г. Венского епископа Кристофа Вертвайна некоторые представители венского духовенства пожелали видеть Канизия преемником и рекомендовали его кандидатуру. Канизий решительно отказался от предложенной ему епископской кафедры и обратился к главе ордена с просьбой воспрепятствовать утверждению его кандидатуры в Риме. Папа Римский Юлий III не стал утверждать Канизия в качестве епископа, однако специальным письмом назначил его на год администратором Венской кафедры.
Эрцгерцог приказал провести проверку всех преподавателей университета на предмет их вероисповедания. Канизий, будучи в 1553—1554 гг. деканом теологического факультета, должен был принимать участие в следственных процессах, в ходе которых он пытался убедить приверженцев протестантизма в ошибочности их религиозных взглядов. Эти процессы в Австрии не имели тяжких последствий и обычно завершались увольнением со службы тех, кто отказывался отвергнуть протестантизм, в худшем случае — изгнанием их из Австрии. Канизий писал о необходимости победить протестантское влияние в университете, чтобы добиться повсеместной победы католицизма.

Иезуитская коллегия в Ингольштадте организованная Петром Канизием

Ведя борьбу с распространением протестантизма в Вене, Канизий должен был решать вопросы о том, какими средствами вести эту борьбу и какие меры являются наиболее эффективными. Свои соображения на этот счёт он сообщил Лойоле, в ответ тот 18 августа 1554 г. направил Канизию пространное письмо-инструкцию, которое получило известность как своеобразная иезуитская «программа Контрреформации». В нём Лойола предостерегал Канизия от самостоятельных действий против протестантов, за исключением проповеди. Все меры должны инициироваться светскими властями, в то время как задачей иезуитов является лишь побуждать власть к принятию таких мер. Лойола обращал внимание на то, что наиболее важным является уничтожение не «плодов» деятельности протестантов, но её «корней» и «причин», предлагая перечень необходимых действий: 1) следует добиваться удаления протестантов из королевских и городских советов и вообще с любых официальных постов, по возможности лишая их имущественных прав; 2) протестантам должно быть запрещено преподавание в университетах и в любых других учебных заведениях. Студенты, активно пропагандирующие протестантизм, должны быть отчислены; 3) хранение еретических книг и их продажа должны быть запрещены под угрозой наказания, также следует запретить даже книги научной тематики, написанные протестантами; 4) клириков, замеченных в симпатиях к протестантизму, надлежит немедленно лишать сана и бенефициев. При этом по возможности следует принимать такие же меры против клириков, неспособных к проповеднической и пастырской деятельности по причине собственного невежества или ведущих порочную жизнь, так как они служат постоянным источником соблазна для верующих. Особо жёсткие меры Лойола предлагал принимать против протестантских проповедников: их следует заключать под стражу, если в течение месяца они не принесут покаяния и не изменят своих взглядов, их надо лишать гражданских прав и изгонять из города. Лойола считал, что в отдельных случаях к наиболее упорным проповедникам можно применять смертную казнь, однако отмечал, что в землях Германии такие жёсткие меры едва ли осуществимы на практике, так как они немедленно приведут к народному возмущению.
IHESVS
Благодать и вечная любовь и т. д. Мы поняли то, о чём Ваше Благочестие просили в своих письмах от 7 и 17 июля с заботой о вере: то есть, чтобы мы высказались о средствах, которые мы считаем наиболее полезными для сохранения владений Его Величества в католической вере, для восстановления веры там, где она пришла в упадок, и для поддержания её там, где она ослабла. Мне показалось, что на этот вопрос следует обратить более пристальное внимание, поскольку разум истинно христианского короля, как считается, хорошо расположен к советам и их применению на практике. В противном случае, если за усердным поиском не последует смелое исполнение, над нашими усилиями скорее посмеются, чем признают их достойными. Кажется, что все они будут очень полезны, если позволят обстоятельства места, времени и людей, но о некоторых из них, возможно, придётся умолчать из-за противоположной предрасположенности земель и людей, с которыми придётся иметь дело. По этой причине было сочтено целесообразным напомнить ректору и вам, что эти указания написаны таким образом, чтобы, сделав свой выбор, вы могли отметить то, что покажется вам уместным, оставив остальное. Сейчас я постараюсь вкратце донести до вас мнение некоторых наиболее серьёзных богословов нашего Общества по этому вопросу, которые своим учением, своими суждениями и возвышенным чувством милосердия склоняются к Германии.
Как при физических болезнях нужно сначала устранить причины зла, а затем применить средства для восстановления сил и укрепления хорошего физического состояния, так и при этой духовной чуме, которая через различные ереси распространяется в королевских провинциях, нужно сначала изучить, как подавить причины, а затем как восстановить и укрепить силу здравой католической доктрины. И чтобы не распыляться, я изложу выводы как можно короче и без лишних подробностей. Конкретные причины, которые их диктуют, будут легко видны тем, кто обратит на них внимание.
Во-первых, если Его Величество проявит себя не только католиком, как он всегда делал, но и решительным врагом ереси, и объявит открытую и нескрываемую войну всем еретическим заблуждениям, это, несомненно, будет самым мощным и действенным из всех человеческих средств.
Другой важный момент, если король не будет терпеть в своём королевском совете еретиков, чтобы не казалось, что он почитает таких людей, чьи публичные или тайные советы, как можно предположить, в конечном итоге направлены на поддержку и подпитку ереси, которой они проникнуты. Более того, было бы полезно не позволять ни одному человеку, заражённому ересью, оставаться в правительстве, особенно верховном, любой провинции или местности, ни в городских магистратах или других почётных должностях.
Наконец, мы хотели бы, чтобы всем была известна следующая мера: как только кто-либо будет уличён в ереси или сильно заподозрен в ней, он не должен быть украшен почестями или богатством, но скорее должен быть лишён их и т. д. Кроме того, если подать пример, приговорив некоторых к смерти или изгнанию с конфискацией имущества, чтобы показать, что к религиозным делам относятся серьёзно, это средство будет ещё более действенным.
Все ординарные профессора или должностные лица Венского университета и других, если они имеют плохую репутацию в том, что касается католической веры, думается, должны быть лишены своего звания. То же самое мы думаем о ректорах, администраторах и профессорах частных колледжей — чтобы те, кто должен формировать молодёжь к благочестию, не развращали её. Поэтому тех, кто вызывает подозрения, вообще не следует держать там, чтобы они не заражали молодёжь; тем более тех, кто не скрывает своей ереси. Даже те студенты, о которых известно, что они еретики и которые не желают раскаиваться, должны быть исключены. Все директора школ и воспитатели должны осознать и понять, что им нет места в королевских владениях, если они не являются католиками и не признают себя таковыми.
Все еретические книги, которые после серьёзного изучения, будут найдены в библиотеках или у частных лиц, должны быть сожжены или высланы из всех королевских владений. То же самое можно сказать и о книгах еретиков, даже если их содержание не является еретическим, например, о грамматике, риторике или диалектике и т. д., которые не являются еретическими. Их следует полностью исключить, ненавидя ересь авторов; не следует их называть, и тем более не следует привязывать к ним молодёжь, среди которой еретики проникают с такими маленькими книжками; кроме того, могут быть другие книги, более эрудированные и свободные от этой серьёзной опасности. Также было бы очень полезно запретить под страхом сурового наказания каждому издателю печатать такие книги и добавлять комментарии любого еретика, с примерами или словами, которые пахнут ересью или упоминают имя еретического автора. Также есть надежда, что ни одному купцу или кому-либо другому не будет позволено, под теми же санкциями, ввозить в королевские владения книги, напечатанные в других местах.
Ни один викарий или исповедник, подозреваемый в ереси, не должен быть терпим, а если они будут признаны виновными, то должны быть немедленно лишены всех церковных доходов. Лучше стаду быть без пастуха, чем с волком вместо пастуха. Пасторы католической веры, которые своим невежеством и дурным примером огорчают народ своими публичными грехами, должны быть строго наказаны и лишены епископами своих доходов; и, конечно, отстранены от заботы о душах. Именно их плохая жизнь и невежество привели к тому, что в Германию пришла чума ереси.
Проповедники и сторонники ереси, а также практически все те, кто считает себя заражающим других этой чумой, должны быть сурово наказаны. Следует повсеместно опубликовать, что те, кто одумается в течение месяца со дня публикации, будут благосклонно оправданы во внешних и внутренних судах. После этого времени те, кто будет пойман на ереси, будут объявлены позорными и непригодными для всех почестей. Если бы было возможно наказывать их изгнанием или тюремным заключением, а иногда даже смертью, это могло бы стать лучшим решением. Но о крайних пытках и об устройстве инквизиции я не говорю, потому что это, кажется, превышает то, что может вынести Германия в её нынешних чувствах.
Те, кто хочет причислить еретиков к евангелистам, должны заплатить штраф, чтобы дьяволу не понравилось, что враги Евангелия и креста Христова узурпировали имя, противоречащее фактам. Еретиков следует называть по имени, чтобы мы не ужасались, называя их, и не прикрывали смертельный яд религиозным ярлыком.
Возможно, что синоды епископов, на которых обнародуются догмы и особенно постановления соборов, приведут в чувство тех церковников, которые не были научены и обольщены другими. Энергия проповедников, кураторов и верных исповедников, которые будут нападать и разоблачать заблуждения еретиков, будет полезна людям, если они верят в истины, необходимые для спасения, и исповедуют католическую веру. На другие моменты, где возможна терпимость, возможно, лучше закрыть глаза.
До сих пор мы говорили об искоренении заблуждений; давайте теперь разберёмся с тем, как прочно насадить учение католической истины. Прежде всего, было бы полезно, если бы король в своём совете и повсюду в светских и церковных санах и доходах отдавал предпочтение и почести только католикам. Точно так же было бы удобно, если бы правители и магистраты, и все те, кто должен председательствовать и осуществлять власть над другими, были католиками и поклялись всегда оставаться таковыми.
Хороших епископов следует усердно искать в королевствах, приводить их со всех концов и наставлять верных своей жизнью и словами. Следует также позаботиться о привлечении большого числа проповедников, как религиозных, так и светских, а также исповедников, которые с ревностью к чести Божьей и спасению душ должны горячо и усердно предлагать народу католическую доктрину и подтверждать её примером своей жизни. В дни праздников они могут ходить по городам и сёлам, преподавая людям истины, необходимые для спасения душ, а затем возвращаться в свои церкви. Если они свободно излагают Евангелие, они назидают больше. Неопытные или подозрительные в учении кураторы должны быть обязаны, если их нельзя легко лишить льгот, содержать за свой счёт хороших и опытных священников, которые вместо них будут заботиться о народе, совершая таинства, разъясняя Слово Божье и т. д., от чего они должны полностью воздерживаться. На будущее, никто не должен получать благословение викария, если он не признан католиком, добрым и достаточно умным по результатам предыдущего экзамена. И доход должен быть настолько обильным, чтобы такие люди не отказались от этой должности.
Все руководители университетов и академий, а также ординарные профессора, как и ректоры частных колледжей, а также директора школ и все воспитатели, прежде чем они будут приняты, должны быть признаны католиками путём предварительного экзамена или тайной информации и рекомендованы свидетельством католиков; они должны поклясться быть и оставаться католиками в будущем, и, если эти люди окажутся еретиками, они должны быть сурово наказаны как лжесвидетели. Должны быть назначены лица, которые будут следить за книгами, привозимыми купцами, которые должны быть напечатаны на королевской территории, и чтобы никакие книги не продавались, кроме тех, которые одобрены цензорами. Для этой цели будет полезно, если педагоги повсеместно будут предлагать всем молодым людям катехизис или книгу христианской доктрины, содержащую краткое изложение католической истины для использования детьми и простыми людьми, и т. д. Также было бы полезно иметь книгу для менее образованных, но готовых к работе викариев и пасторов, написанную таким образом, чтобы научить их тому, что они должны предлагать своим людям, чтобы они могли принять или отвергнуть то, что должно быть принято или отвергнуто. Полезной была бы и схоластическая богословская сумма, написанная так, чтобы учёные духи века сего, или те, кто таковыми себя считает, не отвратились от неё.
Поскольку королевские владения страдают от крайней нехватки викариев, исповедников, проповедников и учителей, которые вместе являются учёными и добрыми католиками, Его Величеству, кажется, следует проявить большую заботу как о том, чтобы привезти их из других мест, даже ценой большого вознаграждения, так и о том, чтобы подготовить для использования в своих государствах многие или, если их немного, очень большие семинарии из таких людей. Можно подготовить семинарии четырёх видов. Во-первых, с религиозными людьми, которые привыкли брать на себя такую работу. Было бы очень полезно, если бы Его Величество позаботилось о том, чтобы в монастырях и колледжах увеличилось число немцев как Общества Иисуса, так и других орденов в Вене и в других её университетах, чтобы, обучаясь на королевские средства, они могли затем стать энергичными проповедниками, профессорами и исповедниками. Вторая семинария, это Германский Коллегиум в Риме, куда Его Величество мог бы за свой счёт направить многих одарённых молодых людей, которые будут разосланы во все его регионы, как только они достигнут зрелости в письмах и добрых нравах; если он не предпочтёт основать в Риме подобный Коллегиум для своих австрийцев, венгров, богемцев и трансильванцев. Третий — о новых колледжах, подобных римским германским, которые он мог бы создать в своих университетах под руководством учёных и благочестивых людей; которые, получив хорошее образование, могли бы взять на себя пастырскую заботу о душах, стать школьными учителями или проповедниками. Эти три вида семинарий могли бы финансироваться частично из доходов заброшенных монастырей, частично из доходов приходских церквей без пасторов, а частично за счёт лёгкого налога на народ. Таким образом, благодаря общественному вкладу, для духовной пользы душ, можно было бы поддерживать учёбу одного, двух, трёх или более претендентов с гениальным и добрым характером, взятых из тех же народов. Часть расходов может быть покрыта за счёт пенсий, выплачиваемых епископам или зарезервированных для других крупных благотворительных фондов, или из тех источников, которые покажутся Его Величеству подходящими. Четвёртую семинарию составили бы коллегии, где за свой счёт обучались бы знатные и богатые дети, которые затем были бы пригодны для светских и церковных санов, даже самых высоких. Но для всех этих семинарий были бы совершенно необходимы ректоры и учителя того же рода, от которых ученики могли бы черпать благочестие в сочетании со здравой и католической доктриной.
Рим, 18 августа 1554.

### Канизий на посту провинциала
В июне 1556 г. Лойола назначил Канизия провинциалом (praepositus provincialis) ордена иезуитов, отнеся к области его ответственности Богемию, Австрию (до 1569 г.), Баварию и «всю верхнюю Германию» (universa superioris Germania), то есть южногерманские земли.
В обязанности провинциала ордена, в числе прочего, входили планирование проповеднической деятельности, надзор за порядком в общинах и коллегиях, обеспечение дальнейшего распространения ордена. Канизий находился в постоянных разъездах по делам ордена. По возможности он произносил проповеди, стремясь убедить слушателей хранить верность католической вере и предостерегал от лжеучений, ересей и суеверий. Наиболее важной своей обязанностью в качестве провинциала Канизий считал заботу о религиозном образовании, поддержании действующих иезуитских коллегий и открытии новых. Ещё до назначения провинциалом, он подготовил проект организации коллегии в Праге и посетил её в июле 1555 года. Занятия в ней начались 8 июля 1556 г.
В ноябре 1555 г. Канизий приехал в Ингольштадт для переговоров с городским советом об открытии коллегии. К концу года ему удалось согласовать и подписать соответствующий договор с городом, однако его выполнение затянулось. При Канизии были открыты иезуитские коллегии в Мюнхене (1559), Инсбруке (1562), Диллингене-ан-дер-Донау (1563), Вюрцбурге (1567), Халль-ин-Тироль (1569). Как открытие новых коллегий, так и поддержание существующих было сопряжено со значительными сложностями. Канизию приходилось вести долгие переговоры со светскими властями, просить о выделении финансовых средств и помещений, преодолевать сопротивление многих влиятельных лиц, настороженно или неприязненно относившихся к иезуитам. Несколько коллегий, открытие которых Канизий готовил, будучи провинциалом, были организованы уже после того, как он покинул Германию: коллегии в Аугсбурге (1582) и Регенсбурге (1589). Главной проблемой Канизий считал недостаток иезуитов, способных вести преподавание на высоком уровне. В письмах в Рим он просил руководство ордена отправить в Германию преподавателей, которые хорошо знают богословие, тверды в католической вере и способны привлекать людей своим благочестием.
Канизий неоднократно был вынужден применять различные административные меры к руководителям и преподавателям коллегий, не исполнявшим свои обязанности должным образом или уклонявшимся в чём-либо от католического вероучения. Особенно внимательно он наблюдал за тем, чтобы в коллегиях выполнялись основные принципы иезуитской концепции образования: обучение должно быть бесплатным и общедоступным; преподавателям надлежит воспитывать в студентах дух братства, не делая различия между богатыми и бедными и учитывая лишь способности студентов к наукам; духовному воспитанию и дисциплине следует отводить не меньше внимания, чем собственно обучению.
В должности провинциала ордена Канизий несколько раз посещал Рим, в том числе принимал участие в заседаниях генеральной конгрегации ордена и в выборах генерала иезуитов: как в избрании Диего Лаинеса, так и в избрании Франциско Борджиа, с которым вёл активную переписку. В 1573 году работал в комиссии, проверявшей соответствие устава ордена постановлениям Тридентского Собора, и присутствовал при выборах 4-го генерала ордена иезуитов, Эверарда Меркуриана.
Исполняя поручения Римских пап и генералов ордена, Канизий посещал другие страны. В 1558 г. папа Павел IV включил его как богословского советника в делегацию для участия в польском сейме, который должен был собраться в Пётркуве. Религиозная ситуация в Польше произвела на него удручающее впечатление. В отчётах в Рим он писал, что король Польши, Сигизмунд II Август, не интересуется религиозными вопросами. Большая часть польской знати отказывается слушать католических проповедников и открыто поддерживает протестантов, католические епископы и священники проводят время в развлечениях и заботятся лишь о своих доходах. Все попытки Канизия подготовить почву для открытия иезуитских коллегий в Польше оказались безуспешными.

Пётр Канизий перед императором Фердинандом I и епископом Аугсбурга Трухзесом фон Вальдбургом

 Канизий неоднократно выполнял поручения Фердинанда I, был его советником в церковных вопросах, посредником в переговорах с князьями Германии. Он сопровождал императора в поездке на Регенсбургский рейхстаг. В ходе противостояния между Фердинандом I и папой Павлом IV, возникшего из-за нежелания папы признать отречение Карла V и избрание Фердинанда I императором Священной Римской империи, Канизий пытался сохранить лояльность как папе, так и императору, однако предпринимал усилия, направленные на изменение ситуации в Риме в пользу Фердинанда I.
По настоянию Фердинанда I Канизий участвовал в Вормсском коллоквиуме между католиками и протестантами, организованном императором при участии германских князей. Коллоквиум открылся 11 сентября 1557 г. Канизий призвал протестантских теологов выделить все артикулы веры Аугсбургского исповедания, в которых они согласны с католиками, и осудить всех протестантов, придерживающихся иных взглядов. Вероятно, он рассчитывал таким образом усилить распри среди протестантов. Заседания прервались из-за возникшего у лютеран раскола. Канизий выразил надежду, что неудача Вормсского коллоквиума заставит германских князей признать необходимость проведения вселенского Собора католической Церкви для решения богословских вопросов.
В начале 1562 г. по инициативе папы Пия IV возобновил работу Тридентский Собор. Канизий был приглашён на заседания Собора как теолог-консультант. Он прибыл в Тренто в мае 1562 г. и включился в работу «собрания теологов» во время обсуждения мер по исправлению Индекса запрещённых книг и исключению из него книг, не представлявших опасности для католической веры. Канизий выступил с докладом при обсуждении практики совершения Евхаристии. По мнению Канизия, хотя причащение под двумя видами не необходимо, оно может в исключительных случаях допускаться в церковной практике по снисхождению к мирянам, требующим этого.
20 июня 1562 г. Канизий был вынужден покинуть Тренто и вернуться в Германию, однако он внимательно следил за ходом Собораи выполнял различные поручения кардинала Станислава Гозия: высылал ему недавно изданные сочинения протестантских авторов и высказывал свои соображения по некоторым богословским вопросам.
В начале 1563 г. Канизий выступил посредником в переговорах Фердинанда I и председателя Тридентского Собора, папского легата кардинала Джованни Мороне, который был направлен в Инсбрук для преодоления разногласий между папой и императором по вопросу о юрисдикции Собора. Император добивался того, чтобы Собор получил право юрисдикции над Римской курией и мог принимать решения, направленные на устранение в ней злоупотреблений, связанных главным образом с неограниченной властью папы в различных областях церковного администрирования, тогда как папа считал, что такое посягательство на его авторитет недопустимо и Собор не может узурпировать власть в Церкви. Будучи одним из советников императора, Канизий убедил его не отвергать высшую власть папы в Церкви и не нарушать работу Собора.
После завершения работы Тридентского Собора папа Пий IV назначил Канизия специальным тайным послом для передачи соборных постановлений германским князьям и епископам, а также для ведения переговоров с ними. В конце 1565 г. Канизий посетил Вюрцбург, Майнц, Мюнстер, Фюрстенау, Аугсбург и встретился со многими католическими иерархами Германии. Во многом именно в результате дипломатических усилий Канизия постановления Тридентского Собора были приняты всеми католическими князьями и епископами Германии, продемонстрировавшими единство своей позиции на Аугсбургском рейхстаге, где Канизий присутствовал как богослов-советник.
В 1560-х гг. Канизий значительную часть времени проводил в Аугсбурге, так как покровительствовавший ему Аугсбургский епископ Трухзес фон Вальдбург, включил его в состав соборного капитула и назначил проповедником. Регулярные публичные проповеди Канизия имели успех у жителей и постепенно изменили религиозную ситуацию в городе, где большинство жителей были явными или тайными сторонниками протестантизма. В проповедях Канизий пытался показать возможность и преимущества католического реформирования Церкви «изнутри», постоянно критикуя злоупотребления и пороки, в том числе царившие среди католических клириков Аугсбурга. Клирики Аугсбургского епископства неоднократно обращались с жалобами на иезуитов к Вальдбургу и генералу ордена Лайнесу, но те высоко оценивали деятельность Канизия и неизменно оказывали ему поддержку. В 60-х гг. XVI в. частым местом пребывания Канизия был также город Диллинген-ан-дер-Донау, где при содействии Вальдбурга (город был одной из его резиденций) в ведение иезуитов был передан недавно созданный университет, основанный для борьбы с протестантами и реформированный по образцу иезуитских коллегий.
В 1560—1570-х годах карта маршрутов Канизия стабилизуется: во все поездки он отправляется из Аугсбурга (в него же возвращается), а пункты назначения концентрируются в Южной Германии и Тироле. В этот стабильный период Канизий сумел подготовить несколько исправленных и дополненных изданий различных версий составленного им катехизиса, написал ряд небольших полемических и аскетических сочинений. В 1562 году он издал на латинском языке избранные письма блаженного Иеронима Стридонского. Издание Канизия задумывалось как своеобразный ответ изданию Эразма Роттердамского, которое было сопровождено схолиями, нередко критическими по отношению к католической Церкви. Канизий участвовал в подготовке немецкого издания, предназначавшегося для клириков, «Римского Катехизиса» (Catechismus Romanus), известного также как «Катехизис Тридентского Собора» и «Катехизис папы Пия V».
Обеспокоенный популярностью в Германии протестантских «Магдебургских центурий», папа Пий V в мае 1567 году возложил на Канизия обязанность составить католический ответ на это многотомное сочинение. Исполняя поручение папы в течение последующих десяти лет, Канизий создал два догматико-полемических трактата. В начале 1570-х гг. работа Канизия над ответом на «Магдебургские центурии» стала одной из причин ухудшения его отношений с Паулем Гофеусом, преемником Канизия на посту провинциала южногерманских земель, который в письмах в Рим жаловался, что Канизий чрезмерно загружает своими поручениями других членов ордена, по несколько раз переписывает одни и те же места и слишком путано излагает сложные богословские вопросы, что делает его книги бесполезными.
В 1578 году по настоянию Гофеуса папа Григорий XIII предписал Канизию прекратить работу над трактатами. Признавая его заслуги в расширении деятельности иезуитов в Германии и доверяя ему многие ответственные поручения, Гофеус считал, что Канизий не обладает достаточной дипломатичностью и тактом для ведения сложных переговоров со светскими властями. Ещё одним пунктом разногласий стал широко обсуждавшийся богословами в это время вопрос о том, позволительно ли получать проценты от данных взаймы денег: Канизий считал это грехом, Гофеус и близкие к нему молодые иезуитские теологи не видели в этом ничего предосудительного. Конфликт обострился, когда Канизий стал упрекать некоторых иезуитов в том, что, сделавшись духовниками светских правителей, они забыли о своих монашеских обетах и стали вести образ жизни, далёкий от духовных идеалов Лойолы и первых иезуитов. Гофеус потребовал от руководства ордена переместить Канизия в другую провинцию. В 1580 году Канизий был направлен в швейцарский город Фрибур для основания там иезуитской коллегии.

### Канизий в Фрибуре
В начале 1580-х годов католический кантон Фрибур, столицей которого был одноимённый город, граничил с крупными протестантскими кантонами Берн и Во и находился под постоянным давлением со стороны более влиятельных соседей, которые убеждали его жителей-католиков перейти в протестантизм. Кроме того, поскольку во Фрибуре не было собственного университета, его жители учились в университетах соседних кантонов, где было сильно влияние протестантских проповедников. Епископ Верчелли Бономи, назначенный папским нунцием в Швейцарии в 1579 году, помог основать во Фрибуре иезуитскую коллегию. Канизий прибыл в город 10 декабря 1580 года и приступил к созданию коллегии в здании монастыря, выделенном городским советом. Занятия в новой коллегии начались 18 октября 1582 года. Хотя Канизий отказался от должности ректора, он постоянно поддерживал коллегию, обращался к городским властям с прошениями о её нуждах: по его просьбе городские власти согласились построить для коллегии новый комплекс зданий за счёт города. Кроме того, он добился от городского совета запрета на обучение студентов Фрибура в протестантских университетах других швейцарских кантонов. На торжественном собрании по случаю начала занятий в новых помещениях коллегии 5 августа 1596 года Канизий произнёс свою последнюю публичную речь.

Церковь и коллегия Святого Михаила в Фрибуре

Несмотря на серьёзное ухудшение здоровья, в конце 1580-х — начале 1590-х гг. Канизий регулярно проповедовал в соборе Сен-Николя. Канизий подвёл своеобразный итог своей проповеднической деятельности, опубликовав в начале 1590-х годов большой цикл проповедей-размышлений «Заметки о евангельских чтениях». По просьбе жителей города Канизий организовал специальные общества, или братства (sodalitas), верующих, члены которых обязывались вести строгую религиозную жизнь и совместно совершать дела милосердия. Канизий организовал во Фрибуре католическую типографию, где печатались как его труды, так и другая религиозная литература, в основном антипротестантская. Он был убеждённым сторонником почитания святых и приложил немало усилий для защиты этой традиции от нападок протестантов, считая лучшим средством для этого популяризацию в народе житий различных святых. Во вновь открытой типографии Канизий публиковал в собственных переводах или транскрипциях на немецкий язык жития тех святых, которые были так или иначе связаны со Швейцарией. Так, он опубликовал жития мученика Мориса и других мучеников Фиванского легиона, святого Беата, почитаемого как «апостол Швейцарии», Фридолина Рейнского, Майнрада Швабского, графини Иды фон Тоггенбург, мистика Николая из Флюэ и других.
К началу 1590-х годов Канизий отошёл от церковной и административной деятельности; хотя он интересовался положением иезуитов в Германии и несколько раз собирался посетить различные собрания немецких иезуитов, состояние здоровья уже не позволяло ему совершать длительные путешествия. До последних дней жизни Канизий вёл переписку с членами ордена в Германии и с руководством Общества Иисуса в Риме. Избранный в 1581 году 5-й генерал ордена иезуитов Клаудио Аквавива относился к Канизию с уважением и часто обращался к нему за советом по различным вопросам, связанным с развитием ордена. Незадолго до смерти Канизий отправил завещательные письма в иезуитские коллегии в Ингольштадте, Праге и Мюнхене. В них он с благодарностью вспоминал светских правителей, при содействии которых были организованы эти коллегии, и призывал иезуитов утверждать католическую веру «не только словом истины, но и примером непорочной жизни», чтобы «во славу Божию служить источником света для ближних и дальних».
Канизий умер после тяжёлой и продолжительной болезни; он был похоронен возле алтаря собора Сен-Николя во Фрибуре.

## Почитание
В течение первых десятилетий после смерти Канизия иезуиты начали собирать материалы о его жизни, намереваясь использовать их для начала процесса канонизации. Около 1611 года ректор Мюнхенского иезуитского колледжа Якоб Келлер составил первую биографию Канизия. С 1590 по 1594 год Келлер преподавал в иезуитском колледже во Фрибуре и там общался с Канизием; позже он встретился со многими иезуитами, лично знавшими Канизия, и записал их воспоминания . Сочинение Келлера было написано в возвышенном стиле и больше походило на панегирик; сомневаясь в его достоверности и убедительности, цензура руководства ордена иезуитов не допустила публикации.
Иезуиту Маттеусу Радеру, преподававшему в коллегии Аугсбурга, было поручено составить новую биографию Канизия. Он завершил первое издание в конце 1611 года, но и эта версия была отвергнута цензурой. В течение двух лет Радер готовил новое издание, собрав множество ранее неиспользованного материала; в 1614 году завершённая им биография Канизия была одобрена руководством ордена и вскоре опубликована в Мюнхене. В своём труде Редер создал идеализированный образ Канизия, историография была полностью поглощена агиографией. Среди многих последующих агиографических биографий Канизия заслуживает внимания работа иезуита Франческо Саккини, который, основываясь на биографии, составленной Радером, но лишённой большинства вымышленных деталей[каких?], пересмотрел множество источников и построил биографию по строго хронологическому принципу.

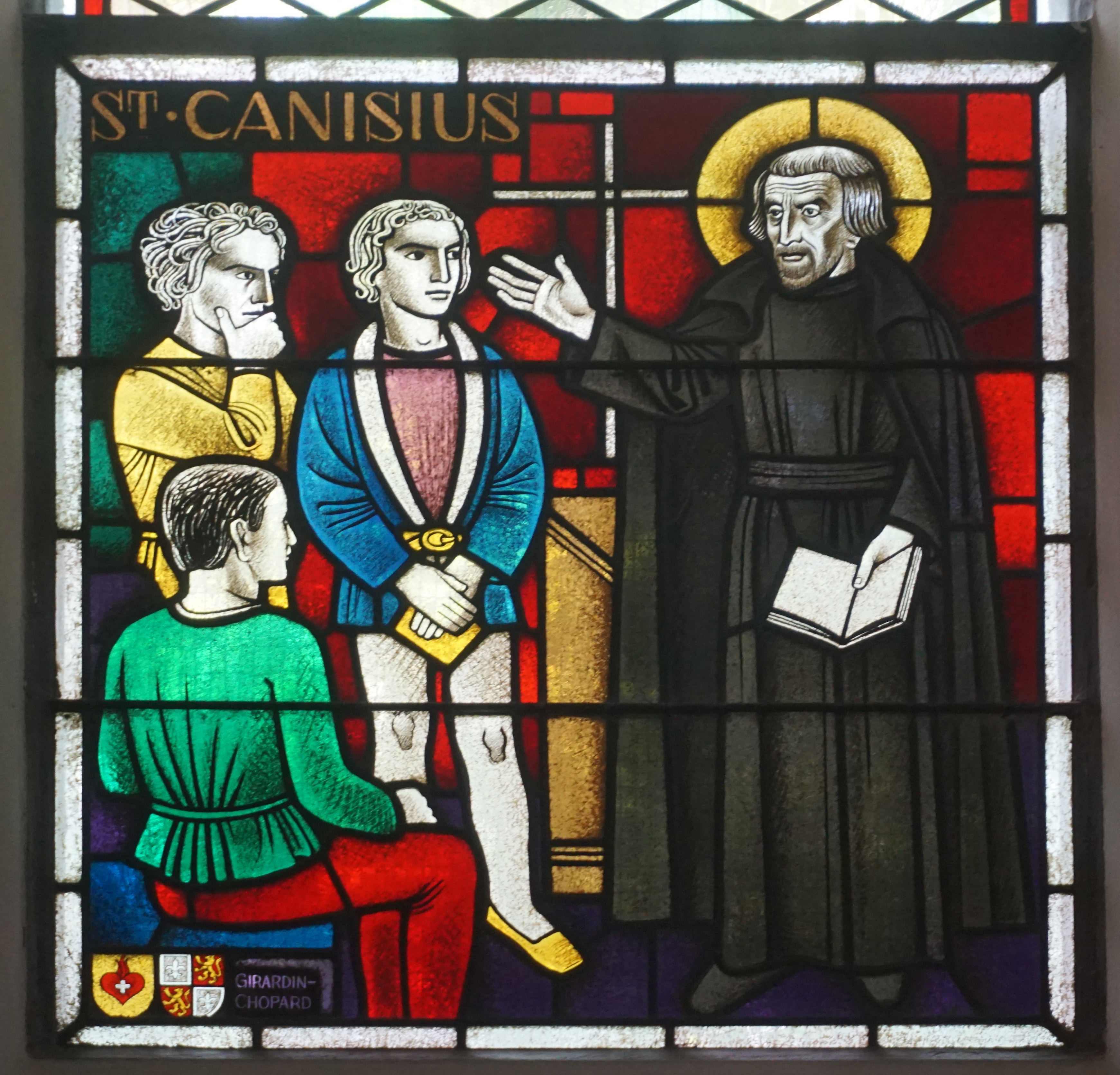
Витражи церкви Сен-Мартен (Сен-Имье)

Во Фрибуре Канизий был почитаем уже в начале XVII века. Он почитался в народе как святой; в архивах города сохранилось несколько свидетельств жителей о чудесах, происходивших после того, как они обращались к нему с молитвами. Известно о споре между собором Сен-Никола, где был похоронен Канизий, и церковью Сен-Мишель, принадлежавшей иезуитской коллегии, которая претендовала на хранение останков Канизия. Согласившись на передачу останков, глава собора заявил, что хочет оставить в качестве реликвий голову и ребро Канизия. Только при посредничестве городских властей удалось достичь соглашения: тело Канизия было полностью передано, но иезуиты дали обещание после официальной канонизации Канизия вернуть часть его мощей в собор Святого Николая . Торжественная церемония перенесения останков Канизия в церковь Сен-Мишель состоялась 31 марта 1625 года. Последнее признание мощей Канизия состоялось в 1942 году, когда они были помещены в новый реликварий скульптора М. Фёйа, представляющий собой статую Канизия в полный рост, и установлены под центральным престолом церкви Сен-Мишель, где находятся и по сей день.
 
Подготовка материалов для беатификации Канизия проходила в XVII—XVIII вв. в нескольких епархиях Швейцарии и Германии, с которыми была связана его жизнь. В 1734 году собранные материалы были переданы для изучения в Рим, но рассмотрение дела сначала замедлилось, а затем и вовсе прекратилось из-за запрета ордена иезуитов в 1773 году. Процесс беатификации возобновился при папе Григории XVI, но снова затянулся и завершился только во второй половине XIX века. В июле 1864 года Папа Пий IX подписал декрет о беатификации Канизия и объявил об этом в апостольском регистре «Qui contra Ecclesiam» от 2 августа 1864 года. Торжественная месса в честь беатификации Канизия была отслужена Папой 20 ноября 1864 года.
В 1897 году папа Лев XIII по случаю 300-летия со дня смерти Канизия опубликовал энциклику «Militantis Ecclesiae». В ней, в частности, папа сравнил современную ему религиозную ситуацию с той, что была при жизни Канизия, предложив его в качестве образца для католического духовенства и верующих. В энциклике Канизий впервые официально назван «вторым апостолом Германии». Перечисляя заслуги Канизия перед католической церковью, папа остановился на его трудах по организации религиозного образования и предложил современникам подражать ему. Сразу же после беатификации начался сбор материалов для канонизации Канизия; 20 марта 1921 года папа Бенедикт XV утвердил представленный доклад о чудесах Канизия. 21 мая 1925 года Папа Пий XI утвердил канонизацию Канизия специальным декретом (консисторской буллой) «Misericordiarum Deus», в котором Канизий был официально объявлен Учителем Церкви (Doctor Ecclesiae). В тот же день была отслужена торжественная месса по случаю канонизации.
19 сентября 1997 года, в честь 400-летия со дня смерти Канизия, Папа Иоанн Павел II направил апостольское послание «Als der hl. Petrus Canisio», в котором призвал следовать примеру Канизия, прежде всего, в вопросе образования и воспитания молодёжи. 9 февраля 2011 года Папа Бенедикт XVI в рамках цикла лекций о католических святых Средневековья и Нового времени, которые он читал в течение года на общих аудиенциях по средам, выступил с докладом о Канизии, в котором отметил, что его служение является образцом для всех христиан.
Хотя сохранилось несколько прижизненных изображений Канизия, исследователи считают, что наиболее точным портретом является гравюра, выполненная в 1599 году гравёром Домиником Кустосом, которая легла в основу многочисленных гравюр, появившихся в XVII веке. В XVII—XIX веках. Канизия часто изображали с книгой (катехизисом): либо держа её в руках, либо указывая на неё, раскрытую на столе. Есть изображения Канизия как проповедника, стоящего на кафедре, или как мистика, устремлённого ввысь в молитве. В XX веке Канизия часто представляли в окружении детей, преподающим урок катехизиса. После канонизации Канизия во многих церквях Германии появились его статуи и посвящённые ему алтари; в нескольких городах были установлены памятники и памятные знаки.
Во время беатификации и канонизации Канизия день памяти был назначен на 27 апреля, но в 1969 году, в ходе литургических реформ, он был перенесён на день смерти Канизия, 21 декабря. Сегодня 27 апреля сохраняется как дополнительный день памяти Канизия в региональном католическом календаре для немецкоязычного региона.

## Сочинения
Большинство основных трудов Канизий выполнял по поручению церковных властей. Он рассматривал свои труды как помощь в проповеднической и педагогической работе, которую, следуя общим принципам ордена иезуитов, считал гораздо более важной, чем абстрактное богословие и теоретическое изучение истин веры. По мнению Канизия, религиозное произведение имеет успех только в том случае, если оно пробуждает в читателях веру и благочестие, способствует их росту в духовной жизни.
Для литературного стиля латинских сочинений Канизия, получившего хорошее гуманистическое образование, характерны простота и естественность, близость к правильной устной речи. В отличие от многих современных ему гуманистов, он старался избегать нарочито изысканного подбора слов и сложных синтаксических конструкций; в отличие от многих протестантских и католических богословов, он строил свою речь с классической ясностью и точностью. Канизия не одобрял чрезмерного внимания некоторых авторов к стилю своих произведений, призывая писателей «не презирать простоту речи, но лучше украшать свои выражения благочестием». Довольно обширное литературное наследие Канизия можно условно разделить на две большие группы. К первой относятся богословские трактаты больших размеров: катехизисы, догматико-полемические и экзегетико-гомилетические сочинения, ко второй — небольшие произведения преимущественно духовно-нравственного содержания.

### Катехизисы
XVI—XVII века — время наибольшего расцвета катехизиса как вида богословской литературы. Среди причин, приведших к этому, исследователи выделяют несколько основных: повышение уровня образования и количества грамотных людей среди городского населения; изобретение печати и, как следствие, широкое распространение книг; кризис религиозного образования и упадок церковной проповеди, которая в Средние века была единственным средством; волна религиозных споров, связанная с началом Реформации, в ходе которой каждая из участвующих в них сторон пыталась кратко сформулировать своё учение, выделить его характерные особенности и предложить верующим свод религиозных истин, которых они должны придерживаться. Катехизисы протестантов и католиков решали две основные задачи: они были сборниками вероучений, содержащими все догматические истины, необходимые верующим для причисления к той или иной религии, а также служили пособиями при обучении детей и молодёжи основам теологии.
После появления в 1520—1530 годах катехизисов Лютера и других протестантских авторов, католические полемисты стали активно создавать подобные по структуре сочинения, иногда непосредственно вступая в полемику с протестантами, а иногда просто излагая истины католической веры и уделяя особое внимание тем, которые отличают католицизм от протестантизма. Хотя катехизисы Канизия не были, с исторической точки зрения, первым опытом католических богословов в этом виде литературы, они стали самыми популярными среди католиков Германии в течение нескольких столетий, и широко известны в других католических странах. К концу XVI в. катехизисы, составленные Канизием, были переведены на 20 языков и опубликованы более чем в 300 изданиях.
Обобщая результаты своей литературной деятельности в «Завещании», Канизий назвал свои катехизические труды катехизисами Большим (maior), малым (minor) и кратким (minimus). Первым и наиболее важным с богословской точки зрения является Большой катехизис, или «Сумма христианской доктрины», а два других — его более поздние сокращённые адаптации.
Ещё во время преподавания в Ингольштадте Канизий выражал недовольство существующими католическими катехизисами и писал в Рим, что для успешной образовательной деятельности иезуитам было бы полезно создать катехизис «для молодёжи и простого народа Германии». В 1552 году, желая получить католическую альтернативу протестантским катехизисам, Фердинанд I поручил иезуиту Леже начать работу над новым «сборником католической доктрины». Предполагалось, что Канизий, переведённый в Вену, должен был помочь Леже в этой работе, но после смерти Леже в августе 1552 года он был вынужден продолжать работать над катехизисом и завершил основную работу над текстом к началу 1554 г. Он получил одобрение Фердинанда I и был тщательно изучен цензорами ордена иезуитов в Риме, которые внесли значительное количество исправлений в его текст. 14 августа 1554 года Фердинанд I издал специальный эдикт, который впоследствии открыл многие издания книги. В нём он выразил недовольство популярностью протестантских катехизисов среди населения и объявил о своём решении издать католическую книгу, в которой «ничто не противоречило бы евангельскому учению и Святой Католической Церкви». Эдикт предписывал всем без исключения учителям, наставляющим детей и молодёжь в вере, пользоваться только новым катехизисом.

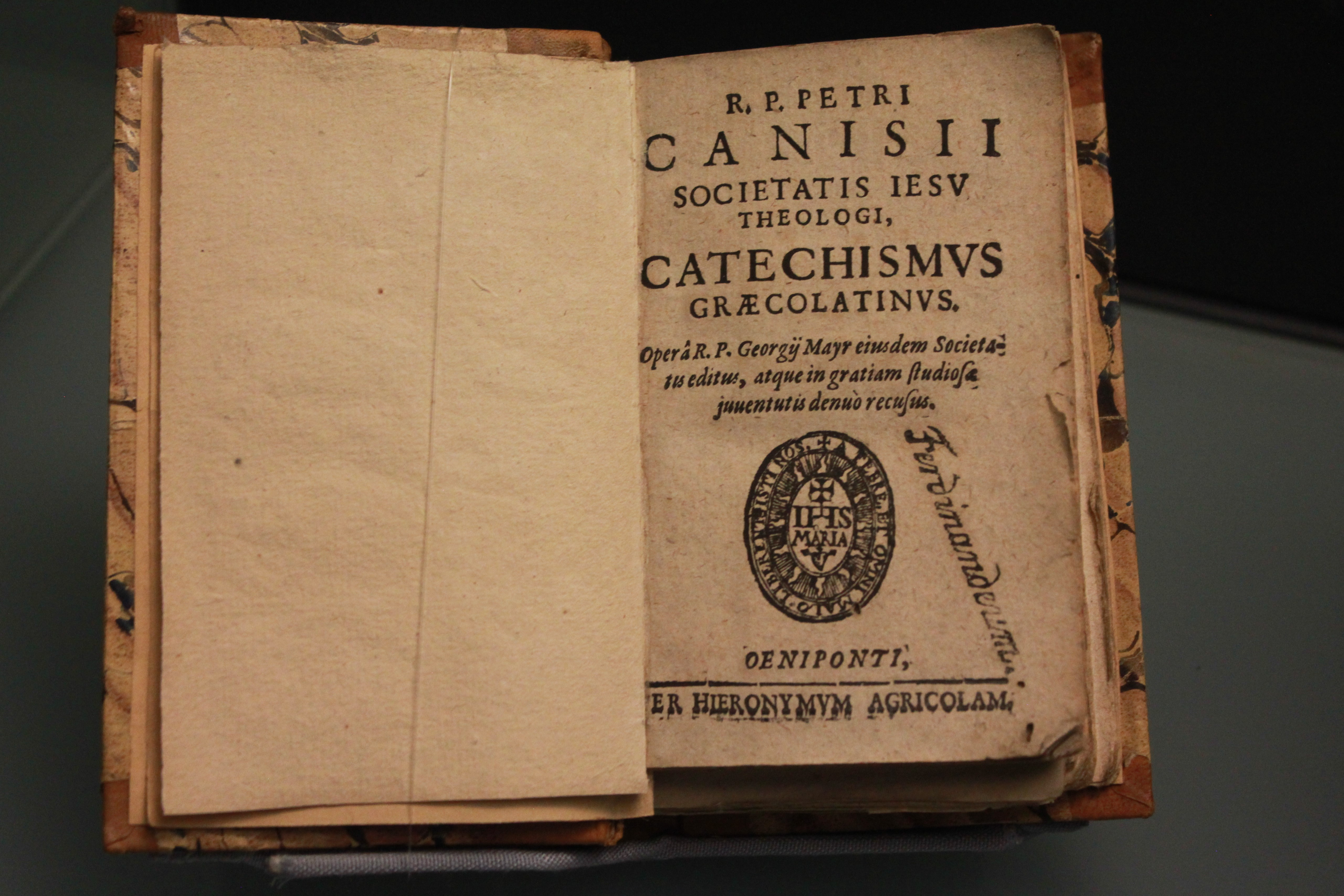
Греко-латинский катехизис Петра Канизия, напечатанный Агриколой в Инсбруке, выставлен в музее в оружейной палате

Публикация катехизиса была завершена только к концу апреля 1555 года. Работа была опубликована под названием «Сумма христианской доктрины, изложенная посредством вопросов и впервые изданная теперь для пользы христианской молодёжи» (Summa doctrinae christianae). Чтобы представить содержание катехизиса как традиционное учение католической Церкви и не связывать его с именем какого-либо автора, в первом издании было опущено имя Канизия а также место и год издания. Имя Канизия появляется в изданиях только в начале 1560-х годов. Книга была напечатана большим для XVI века тиражом в 4 тыс. экземпляров, к этому же году относятся ещё несколько изданий. Катехизис, написанный на латыни, предназначался в первую очередь для учеников приходских и городских школ, владевших латынью в достаточной степени, чтобы понимать простые богословские рассуждения. По-видимому, сочинение также использовалось в иезуитских колледжах как предложение в удобной форме минимального запаса знаний, которыми должны были овладеть студенты, прежде чем приступать к более углублённому изучению теологии. Сборник, подготовленный Канизием, имел большой успех среди духовенства и католических проповедников, которые использовали его в пастырской работе. Для более широкого распространения катехизиса Фердинанд I приказал перевести его на немецкий язык. Вскоре после публикации первого издания Канизий начал работу над сокращённым и упрощённым вариантом катехизиса, который должен был служить для наставления детей в вере. В 1556 году эта версия катехизиса, позже названная «краткой», была опубликована в Ингольштадте в качестве приложения к школьному учебнику. В последующих переизданиях «Краткий катехизис» часто сочетался с другими произведениями: грамматиками, сборниками молитв и гимнов. В 1558 или 1559 году Канизий опубликовал в Кёльне ещё одно переработанное и сокращённое издание катехизиса, которое он позже назвал «малым»; в этом издании впервые в названии произведения появляется слово «катехизис» — «малый католический катехизис». Это издание катехизиса перепечатывалось чаще других и стало самым распространённым. Обе сокращённые версии были переведены на немецкий язык вскоре после их публикации, скорее всего, самим Канизием.
 
Полный текст Большого катехизиса переиздавался с незначительными изменениями и редакционными правками до 1566 года, когда Канизий опубликовал в Кёльне новое переработанное издание под названием «сумма христианской доктрины, искусно представленная с помощью вопросов, теперь правильная и цельная». Основной причиной пересмотра текста стало желание Канизия адаптировать формулировки катехизиса к постановлениям Тридентского собора; количество ссылок на Священное Писание и на труды Отцов Церкви увеличилось почти вдвое . В качестве отдельного приложения Канизий добавил раздел «О падшем человеке и оправдании», в котором каноны Тридентского собора цитировались почти дословно в 20 главах (5-я и 6-я сессии). Перед сочинением к эдикту Фердинанда I, было добавлен эдикт испанского короля Филиппа II, изданный в декабре 1557 года, в котором предписывалось использовать катехизис Канизия в качестве учебника во всех школах, подвластных королю Испанских Нидерландов.
В 1569—1570 гг. иезуит Пётр Бузеус, по предложению и под руководством Канизия, опубликовал четырёхтомное дополнение к «Сумме», содержащее многочисленные цитаты из Священного Писания и трудов Отцов Церкви, поскольку Канизий в большинстве случаев давал в «Сумме» только ссылки без цитат. Эта публикация должна была помочь теологам работать с Катехизисом в качестве учебного и полемического пособия.
В катехизисах Канизий использовал традиционную для этого вида религиозной литературы схему изложения материала в виде вопросов и ответов. Хотя три катехизиса Канизия различаются по объёму и глубине проработки вероучительного материала, для них характерна сходная структура изложения истин христианской веры, более чётко прослеживаемая в Большом катехизисе, или «Сумме». Как и многие другие катехизисы того времени, сочинение разделено на пять глав, то есть своего рода смысловых блоков, при этом первые три главы поставлены в соответствие с так называемыми богословскими добродетелями — верой, надеждой и любовью. В первой главе Канизий рассматривает учение о природе христианской веры и объясняет содержание Апостольского Символа веры. Вторая глава толкует «Отче наш», «Ave Maria» и предлагает общее учение о молитве. Третья глава посвящена учению о десяти заповедях, а также о Церкви и заповедях Церкви. Четвёртая глава посвящена учению о семи таинствах. В пятой главе рассматривается учение о христианской справедливости, которое делится на два раздела: учение о грехе и учение о добродетели, в составе последнего, среди прочего, толкуются Блаженства; завершается глава обобщением учения о так называемых последних вещах: смерти, воскресении и суде Божьем . Помимо этого традиционного деления, Канизий также выделил два раздела Катехизиса: главы 1-3 он объединил под общим названием «о мудрости» (de sapientia), а главы 4-5 — под названием «о справедливости» (De iustitia).
Хотя катехизисы были задуманы как антипротестантские сочинения, Канизий, следуя общим принципам ордена иезуитов, не вёл прямой полемики с протестантами: в составленных им катехизисах не упоминаются имена протестантских богословов и не рассматриваются характерные моменты протестантской доктрины. В то же время темы, по которым велась полемика между католиками и протестантами, рассматриваются более подробно и с учётом известных Канизию контраргументов протестантов. Применяя такой метод подачи материала, Канизий надеялся подготовить молодых людей, изучающих катехизические труды, к встрече с протестантским учением, не раскрывая само протестантское учение и, следовательно, не создавая дополнительной возможности вызвать интерес или симпатию к протестантизму.
Вскоре после публикации катехизисы Канизия стали известны протестантским проповедникам, которые критиковали их. Так, Меланхтон в 1555 году предупредил студентов Виттенбергского университета о «недавно опубликованном австрийском катехизисе», который «содержит много ошибок», и в свойственной ему ироничной манере обыграл происхождение имени Канизия, сравнив его с киниками. В 1556 году гносиолютеранин Иоганн Виганд опубликовал трактат «Опровержение иезуитского катехизиса с помощью Слова Божьего»; в 1570 году он также опубликовал «предостережение о катехизисе доктора Канисия, великого врага Иисуса». Другие лютеране также выпустили противоречивые работы, направленные против катехизисов Канизия. Из переписки Канизия известно, что он знал содержание некоторых из этих работ, но не вступал в прямую полемику с их авторами, считая нападки протестантов гонениями за истину, которые нужно переносить с терпением.

### Догматико-полемические сочинения
Самыми крупными полемическими произведениями Канизия являются два трактата, написанные в ответ на «Магдебургские центурии». По проекту Канизия, корпус написанных антипротестантских сочинений под общим названием «Commentarii de Verbi Dei corrutelis» должен был состоять из трёх или четырёх трактатов; в каждом трактате Канизий собирался предложить учение католической Церкви об одной из центральных фигур Нового Завета, опровергая тезис об историко-догматической направленности составителей «Магдебургских центурий».

Обложка трактата Петра Канизия против «Магдебургских центурий»

Первый трактат, опубликованный Канизием, содержит изложение учения Церкви о святом пророке Иоанне Крестителе («Commentariorum de Verbi Dei corruttelis liber primus: In quo de sanctissimi praecursoris Domini Ioannis Baptistae historia evangelica … pertractatur». Dilingae, 1571). Работа открывается посвящением императору Фердинанду I (Epistola dedicatoria); затем следует длинное предисловие (Praemonitio ad lectorem), где Канизий излагает учение о Слове Божьем (Священном Писании) как источнике истины и пытается обосновать несостоятельность претензий протестантов на то, чтобы основываться на Священном Писании и, следовательно, учить. С этой целью Канизий приводит длинный список «ересей» и «лжеучений» протестантов, относящихся к различным областям богословия, тут же предлагая их опровержение; в заключение он отмечает, что все они проистекают из того факта, что протестанты без руководства Церкви не могут правильно толковать Слово Божье. Основная часть трактата разделена на 13 глав с единой структурой: в начале главы приводится отрывок из «Центурий», за которым следуют цитаты, опровергающие его содержание из трудов древних духовных лиц и из рассуждений самого Канизия.
 
Постоянно рассматриваются новозаветные свидетельства о жизни и учении Иоанна Крестителя (главы 1-8), его смерти и святости (главы 9-11), посмертном почитании христианской церковью и чудесах (глава 13). Канизий часто делает большие отступления, чтобы критиковать протестантов и вступиться за католическую доктрину; например, говоря об образе жизни Иоанна Крестителя, Канизий защищает пост и воздержание; говоря о почитании Иоанна Крестителя, Канизий использует это как аргумент в пользу католического почитания святых и т. д. В 12-й главе Канизий перечисляет 44 ошибки, найденные в трудах протестантов относительно Иоанна Крестителя, демонстрируя своё знание современной протестантской литературы. Трактат завершает небольшое «Исповедание веры» (Confessio), добавленное Канизием, очевидно, для того, чтобы убедить римскую цензуру полностью осудить все излагаемые им протестантские взгляды и пресечь распространяемые протестантами слухи о том, что он готов перейти в лютеранство; впоследствии это «Исповедание веры» неоднократно добавлялось к другим работам Канизия при их публикации.
В 1577 году был опубликован второй трактат цикла, посвящённый изложению католического учения о Пресвятой Богородице: «Мария, несравненная Дева Мария и Святейшая Богородица» («De Maria Virgine incomparabili et Dei Genetrice sacrosancta, libri quinque». Ingolstadii, 1577). Канизий разделил работу на пять больших глав: в первой главе он раскрывает жизнь Пресвятой Богородицы, подробно останавливаясь на католическом учении о её непорочном зачатии; вторая глава посвящена исследованию детства Девы Марии; в третьей главе рассматривается учение о рождении от Неё Иисуса Христа; в четвёртой главе Канизий представляет подборку мнений протестантов против почитания Богородицы и опровергает их; в пятой главе, самой большой по объёму, разоблачается учение о почитании Богоматери, необходимость которого Канизий обосновывает как многочисленными цитатами из сочинений древних церковников, так и историей почитания, историей чудес и явлений Богоматери и т. д.
Согласно замыслу Канизия, в другом трактате цикла должно было быть изложено учение святого апостола Петра. В этом труде, который должен был называться «О Петре, князе апостолов» («De Perto Apostolorum principe»), Канизий намеревался отстаивать папский примат. Канизий также планировал написать сочинение «Об Иисусе Христе, Искупителе мира» (De Jesu Christo mundi Redemptori), в котором критиковалась протестантская доктрина оправдания одной лишь верой. Повинуясь папскому повелению, Канизий прервал работу над этими сочинениями; в черновиках Канизия сохранились предварительные версии обоих трактатов, но они так и не были опубликованы.

### Экзегетико-гомилетические произведения
Не занимаясь специально библейской экзегезой, Канизий много лет преподавал Новый Завет в иезуитских коллегиях, регулярно толковал Священное Писание в многочисленных проповедях и постоянно обращался к нему как к источнику авторитетных цитат при работе над богословскими трактатами. Результатом размышлений Канизия над текстами Священного Писания стали произведения, написанные в распространённом в XVI веке жанре религиозной литературы, в которых сочетались экзегеза и экклезиальная проповедь — постилла. В отличие от традиционных библейских комментариев, в которых книга обычно толковалась последовательно, постилла содержала толкование перикоп Священного Писания, расположенных в соответствии с порядком их экклезиального чтения в рамках годового литургического круга.

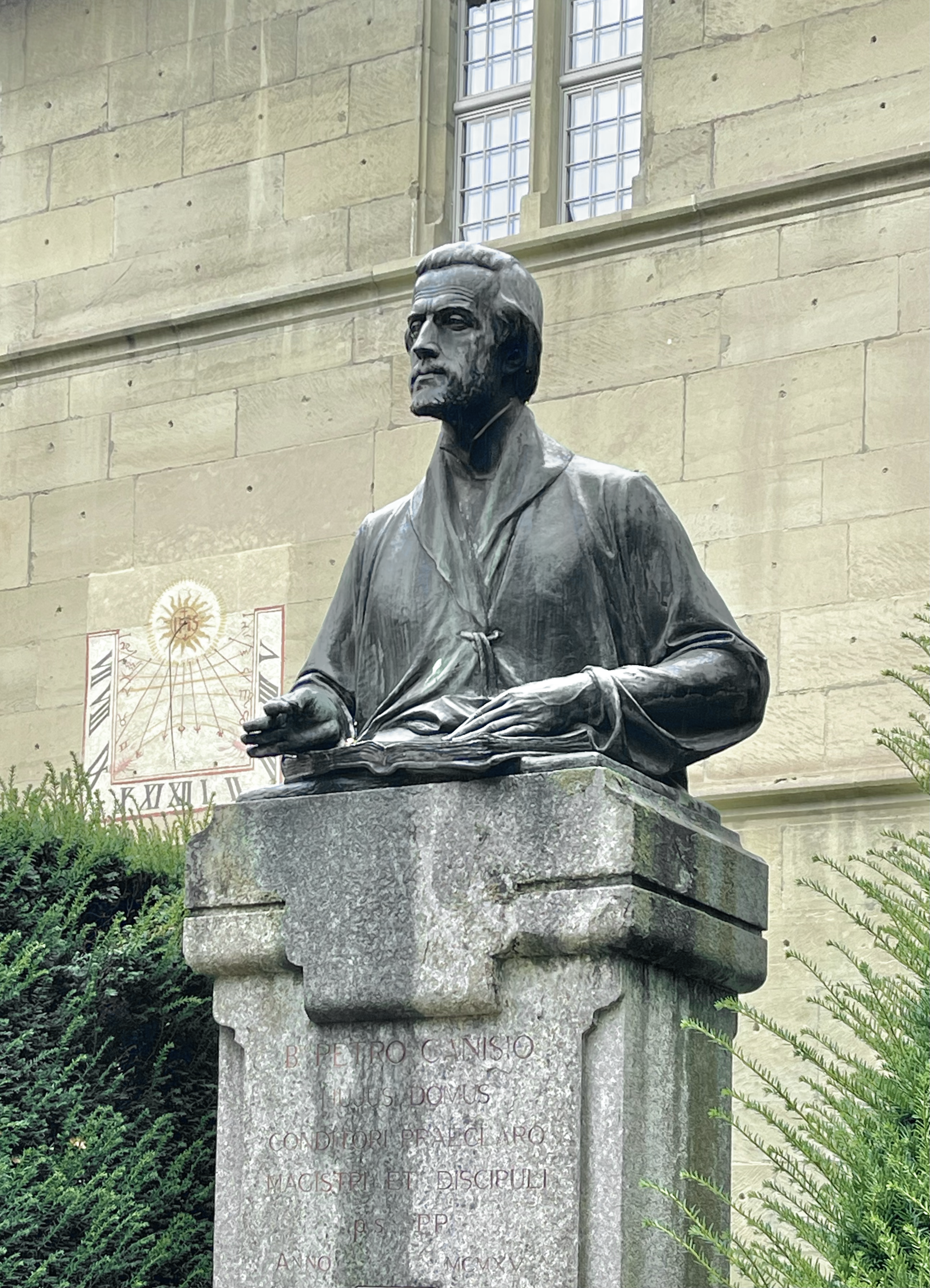
Канизий, Пётр

Впервые сборник апостольских и евангельских церковных чтений с кратким «резюме» их содержания был опубликован Канизием в составе сборника «Церковные чтения и молитвы» («Lectiones et Precationes Ecclesiasticae». Ingolstadii, 1556). В 1570 году, выполняя поручение герцога Баварии Альберта V, Канизий подготовил новое отдельное издание чтений, предназначенное для домашнего пользования верующих и призванное заменить аналогичные издания протестантов: «Послания и Евангелия, которые, согласно католическому обычаю, читают в церквях по воскресеньям и праздникам» («Epistolae et Evangelia, quae Dominicis et Festis diebus de more Catholico in templis recitantur». Dilingae, 1570). Перед каждой парой чтений Канизий помещал свои короткие предисловия, в которых объяснял смысл следующих отрывков из Нового Завета; после чтений — короткие молитвы.
После переезда во Фрибур Канизий начал работать над новым сборником толкований церковных чтений, в основу которого, по его замыслу, должны были лечь записи его проповедей. В то же время Канизий решил ограничиться объяснением только евангельских чтений, озаглавив сочинение «Заметки о евангельских чтениях» («Notae in Evangelicas lectiones»). В 1591 году была опубликована первая часть сочинения с толкованиями на воскресные чтения и в праздник Господень; в 1593 году вышла вторая часть, где Канизий поместил толкование чтений в праздник Пресвятой Богородицы и святых. Незадолго до смерти Канизий завершил подготовку новой расширенной и переработанной версии труда, в которой первая часть из-за большого объёма была разделена пополам. Канизий не успел опубликовать эту версию, но она сохранилась в его бумагах и стала основой для версии, опубликованной в XX веке.
Канизий не являлся толкователем текстов, он передавал в исповедально-личной форме те переживания и религиозные созерцания, которые вызвало в нём чтение определённого евангельского отрывка; Канизий предназначал их «не столько для просвещения разума» (ad intellectum illustrandum) своих читателей, «сколько для пробуждения религиозных чувств» (ad affectivos religiosa concitandos). Перед каждым чтением Канизий предлагает краткое изложение его содержания; после чтения следуют долгие размышления, которые заканчиваются молитвами к Богу. Работа Канизия пользовалась успехом у его современников (например, католический епископ Лозанны распорядился, чтобы копии трактата были разосланы всем пасторам и проповедникам его епархии, изучены и использованы при подготовке проповедей), но в последующие века была почти забыта и не переиздавалась вплоть до XX в.